# Roséwein

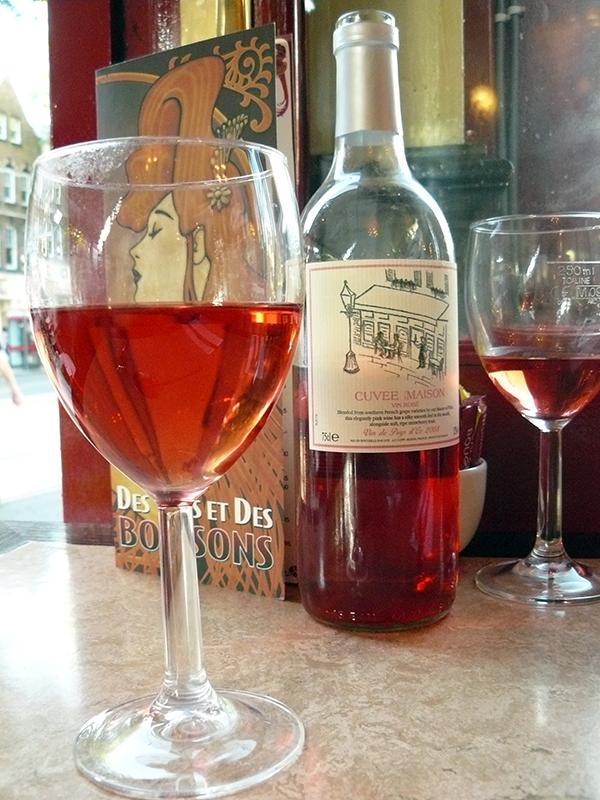
Ein Glas Roséwein

Roséweine sind helle, rosafarbene Weine, die durch alkoholische Gärung des Saftes von roten Weintrauben entstehen und nach verschiedenen Herstellungsverfahren erzeugt werden, also vereinfacht ausgedrückt ein Rotwein, der wie Weißwein hergestellt wird. Die Beeren liegen dabei nur wenige Stunden auf der Maische. Da sich Farb- und Bitterstoffe von Trauben fast ausschließlich in der Beerenschale statt im Fruchtfleisch befinden, wird durch frühzeitiges Abpressen des Beerensafts eine Extraktion dieser Stoffe aus der Beerenschale weitgehend vermieden.

## Markt
Wirtschaftsdaten für Roséweine zu erhalten oder transparent zu machen, ist eine Herausforderung, da es für diese unter den Wirtschaftsräumen keine einheitliche und gemeinsame Definition gibt. Die ökonomischen Daten für Rosé- und Rotweine werden oft miteinander erhoben und daher vermischt. Eine Erhebung der Daten auf kleinstmöglicher Ebene ist für eine Abschätzung der Daten zu Roséweinen essentiell.
Eine Datenanalyse des Conseil Interprofessionnel des Vins de Provence (CIVP) und der Internationalen Organisation für Rebe und Wein (OIV) ermöglichte es, die weltweite Produktion von Roséweinen 2014 auf 24,3 Millionen Hektoliter (Mhl) zu schätzen; das sind 9,6 % der weltweiten Stillweinerzeugung. Die Roséweinerzeugung hat in den letzten Jahren durch geändertes Konsumentenverhalten infolge einer größeren Wahrnehmung von Roséwein als Produktkategorie zugenommen. Eine veränderte Stilistik förderte diesen Trend. So fördert das Deutsche Weininstitut diesen Trend seit 2010 durch besondere Auszeichnungen. Auch das Magazin Falstaff lobt eine Rosé-Trophy nach Herstellungsländern aus. Roséwein soll für unkomplizierten und leichten Weingenuss stehen und daher in den Trend zum raschen Konsum passen. Auf vier Länder entfallen 80 % der Produktion (Stand für alle 2014): Frankreich (7,6 Mhl), Spanien (5,5 Mhl), die Vereinigten Staaten (3,5 Mhl) und Italien (2,5 Mhl).
Zur Marktlage in Deutschland: 2020 machten Roséweine bereits 12 % aller Weineinkäufe in Deutschland aus. Die Menge der zur deutschen Qualitätsweinprüfung angemeldeten Roséweine stieg 2020 auf rund eine Million Hektoliter. Nahezu die Hälfte der in Deutschland verkauften Roséweine (47 %) stammt aus inländischer Erzeugung. Es folgen mit jeweils 13 % Marktanteil Roséweine aus Frankreich und Spanien.
Bei den Rebsorten deutscher Roséweine dominieren Spätburgunder (13 %), Dornfelder (11 %) und Blauer Portugieser (10 %) im Absatz.

## Herstellung

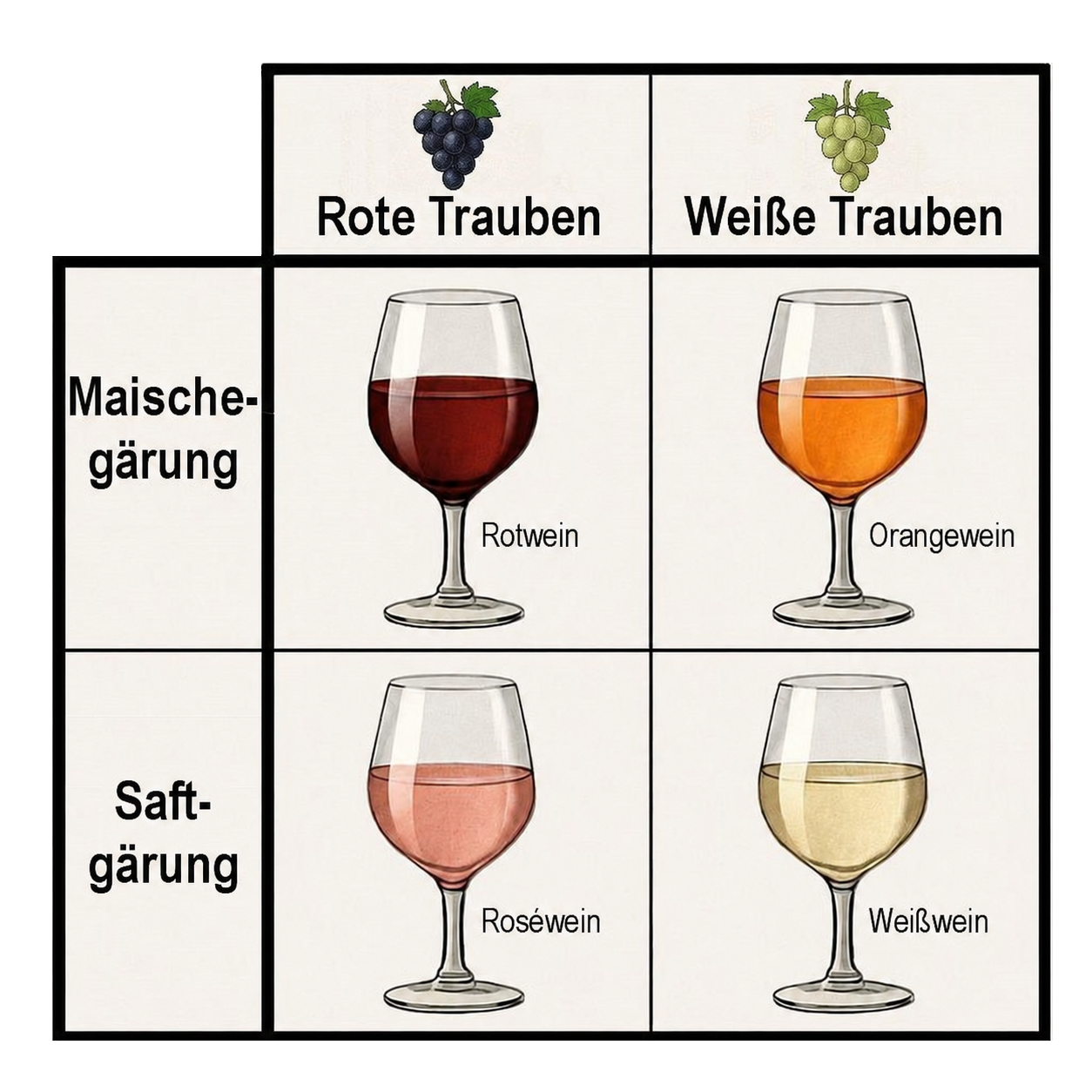
Vereinfachte Darstellung der vier Weinfarben – Rotwein, Orangewein, Roséwein, Weißwein

Es gibt verschiedene Methoden, einen Roséwein herzustellen:
- Die blauen Trauben werden unzerkleinert gekeltert, abgepresst und dann wie Weißwein ohne Schalen vergoren. Dies liefert Weißherbste bzw. sehr helle Roséweine.
- Die blauen Trauben werden erst nach zwei bis drei Tagen auf der Maische abgepresst, was Roséweine mit deutlich roter Farbe ergibt.
- Aus dem Gärbehälter für Rotwein werden nach 12 bis 48 Stunden ca. 10 bis 15 % des Mostes ohne Pressung abgezogen und anschließend als Roséwein vinifiziert, die Saignée-Methode. Ihr Haupteffekt ist, dass der verbleibende Rotwein aufgrund des dann größeren Anteils an Schalen mehr Farbstoffe (Anthocyane) extrahieren kann. Der Roséwein ist bei dieser Methode ein Nebenprodukt der Rotweinbereitung, weshalb viele Appellationen für Rotweine auch Roséweine umfassen.
- Weißwein wird mit 10 bis 20 % Rotwein vermischt. Dieses Verfahren wird allgemein zur Herstellung von Roséschaumweinen genutzt (auch für Roséchampagner), ist ansonsten allerdings unzulässig.
- Rotwein wird durch starkes Schönen von Tanninen befreit und kann durch Behandlung mit Aktivkohle aufgehellt werden.

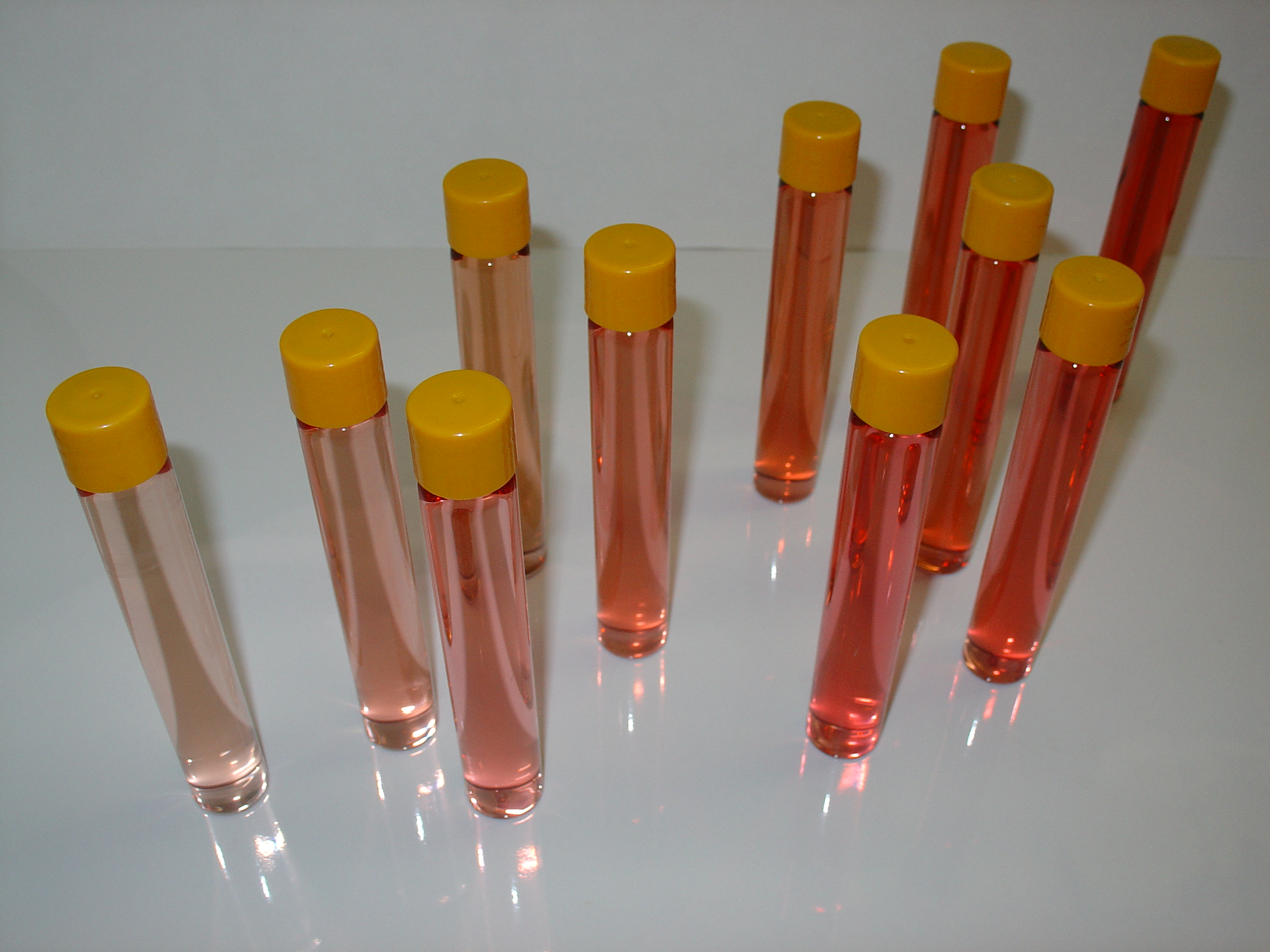
Farbspektrum von Provence-Roséweinen

Viele Winzer verwenden für ihre Roséweine den Ertrag junger Rebanlagen, die weniger konzentrierte, aber fruchtigere Weine liefern. Beispiele hierfür sind die Côtes du Rhône, Côtes de Provence, Rosé d’Anjou und Bordeaux Clairet. Ein hochwertiger Roséwein aus Frankreich ist beispielsweise der Tavel, der auch einige Jahre Flaschenreife verträgt.
Im Juni 2009 zog die EU-Kommission nach heftigen Protesten von Weinbauverbänden einen Gesetzesvorschlag zurück, der den Winzern erlaubt hätte, Roséwein auch durch einfachen Verschnitt von Rot- und Weißwein zu erzeugen. Dieses Verfahren ist außerhalb der EU erlaubt und wird zur Herstellung einfachster Roséweine angewandt. Die Freigabe dieses Verfahrens wäre im Sinne der Weinmarktreform von 2007 gewesen, deren Ziel war, europäische Erzeuger von Nachteilen zu befreien. Vor allem die südfranzösischen Roséwinzer fürchteten jedoch eine Verschlechterung des Images ihrer Produkte. Andere Weinbauverbände schlossen sich ihrem Widerstand an.

## Bezeichnungen
In Österreich wird nach diesem Verfahren hergestellter Wein Gleichgepresster genannt. In der Steiermark wird aus der Sorte Blauer Wildbacher ein Roséwein erzeugt, der als Schilcher bezeichnet wird. In der Deutschschweiz wird im Allgemeinen von Rosé gesprochen, etwa auch noch vom Süssdruck. Ein Roséwein vom Pinot noir (Spätburgunder) wird in den Kantonen Neuenburg, Genf und Wallis Œil de Perdrix genannt.
In Italien wird Roséwein Rosato, in Spanien und Portugal Rosado genannt.
Ein ähnlicher Weintyp in Deutschland ist der Weißherbst. Nach deutschem Weinrecht muss der Weißherbst im Unterschied zu anderen Roséweinen zu 100 % aus derselben roten Rebsorte und aus derselben Lage hergestellt werden. Ansonsten ist ein Verschnittanteil von bis zu 15 bzw. 25 % inklusive der Süßreserve bezeichnungsunschädlich. Beispiel: Ein Rüdesheimer Burgweg Spätburgunder Rosé darf 15 % Blauen Portugieser enthalten.
Nicht zu verwechseln mit dem Rosé sind der Rotling und der Schillerwein, die aus Rotwein- und Weißweintrauben gekeltert werden.
Nicht zur Erzeugung von Roséweinen zugelassen sind gemäß Weinrecht die im deutschen Sprachgebrauch als grau (im französischen Sprachraum gris) bezeichneten Rebsorten wie Grauer Burgunder, Gewürztraminer und Grenache Gris, die selbst bei Vollreife nur leicht rötlich gefärbte Beeren erbringen. Roséweine von außerhalb der EU können auch aus weißen und roten Weinen gemischt sein.
In einigen Weinbaugebieten sind zu einem gewissen Anteil auch weiße Rebsorten für den Rotwein zugelassen. Beispiele hierfür sind Châteauneuf-du-Pape und Côte-Rôtie im französischen Rhônetal sowie der italienische Chianti. In diesen Fällen handelt es sich dennoch weder um Roséwein noch um einen Rotling.

## Sensorik und Genuss
Je nach Intensität des Kontaktes mit den Beerenhäuten ist Roséwein unterschiedlich stark gefärbt; das Farbspektrum reicht von lachsfarben bis zu kirschrot. Die Roséweine aus der Provence, die als führende Region für hochwertige Roséweine gilt, zeichnen sich durch ihre zarte lachsrosa Farbe aus. Roséwein bringt komplexe Aromen hervor, neben fruchtigen auch würzige Noten, was ihn besonders speisenbegleitend macht.
In der Provence ist Roséwein der gängige Alltagswein – sowohl zu Mahlzeiten als auch als Aperitif. Typische Empfehlungen sind sommerliche Salate, gegrilltes Gemüse oder leichte Fischgerichte. Da meist ein möglichst geringer Alkoholgehalt und frische Aromen angestrebt werden, ist er besonders im Sommer beliebt.
Roséwein wird kühl und in einem Weißweinglas serviert. Empfohlen wird eine Temperatur von etwa 6 bis 12 °C, um die Frische der Säure zu erhalten. Wird der Wein zu warm, wirkt er schnell breit und schal.